# Брежневский сельсовет (Курская область)
Бре́жневский сельсовет — муниципальное образование со статусом сельского поселения в Курском районе Курской области Российской Федерации.
Административный центр — село Верхнекасиново.

## История
В 1964 году к Брежневскому сельсовету был присоединён Пронский сельсовет и  Бартеневский сельсовет
В 1986 году была упразднена располагавшаяся на территории сельсовета деревня Агарково.
В 2010 г. был упразднен и создан новый, путем объединения Брежневского и Верхнекасиновского (ранее Нижнекасиновский) сельсоветов Курского района.
Статус и границы сельсовета установлены Законом Курской области от 21 октября 2004 года № 48-ЗКО «О муниципальных образованиях Курской области».
Законом Курской области от 26 апреля 2010 года № 26-ЗКО в состав сельсовета включены населённые пункты упразднённого Верхнекасиновского сельсовета.

## Население
| 2002  | 2010  | 2012  | 2013  | 2014  | 2015  | 2016  |
| ----- | ----- | ----- | ----- | ----- | ----- | ----- |
| 685   | ↗1367 | ↘1302 | ↗1326 | ↗1436 | ↘1408 | ↘1385 |
| 2017  | 2018  | 2019  | 2020  | 2021  |       |       |
| →1385 | ↗1391 | ↗1402 | ↘1358 | ↘1229 |       |       |

## Состав сельского поселения
| №  | Населённый пункт  | Тип населённого пункта       | Население |
| -- | ----------------- | ---------------------------- | --------- |
| 1  | Александровка     | деревня                      | ↘23       |
| 2  | Брежнево          | деревня                      | ↘48       |
| 3  | Веревкино         | деревня                      | ↘7        |
| 4  | Верхнее Бартенево | деревня                      | ↘7        |
| 5  | Верхнекасиново    | село, административный центр | ↘430      |
| 6  | Волобуевка        | деревня                      | ↘3        |
| 7  | Воскресеновка     | деревня                      | ↘0        |
| 8  | Гнездилово        | деревня                      | ↘52       |
| 9  | Дроняево          | деревня                      | ↘53       |
| 10 | Калинин           | хутор                        | ↘3        |
| 11 | Корелово          | село                         | ↘6        |
| 12 | Мельников         | хутор                        | →3        |
| 13 | Нижнее Бартенево  | деревня                      | ↘1        |
| 14 | Нижнекасиново     | село                         | ↘142      |
| 15 | Николаевка        | деревня                      | ↘0        |
| 16 | Николаевка        | деревня                      | ↘113      |
| 17 | Новореченский     | хутор                        | ↘14       |
| 18 | Пахомово          | деревня                      | ↘15       |
| 19 | Потапово          | деревня                      | ↘49       |
| 20 | Пронское          | деревня                      | ↘10       |
| 21 | Разиньково        | деревня                      | ↗298      |
| 22 | Теплый            | хутор                        | ↘0        |
| 23 | Толмачево         | деревня                      | ↘10       |
| 24 | Топорок           | хутор                        | ↘8        |
| 25 | Фроловка          | хутор                        | →7        |
| 26 | Хреновец          | деревня                      | ↘8        |
| 27 | Шумаков           | хутор                        | ↘57       |

## Археология
Парное погребение у села Разиньково, относящееся ко второй половине или последней трети VII века, сочетает как аланские черты погребального обряда, так и украшения дунайской традиции.

## См также
- Брежнев